# Rivière Flamand
Pour les articles homonymes, voir Flamand.
La rivière Flamand est un affluent de la rive-ouest de la rivière Saint-Maurice, à la hauteur du réservoir Blanc. Elle coule dans le territoire de agglomération de La Tuque, en Mauricie, au Québec, au Canada.

## Géographie
La rivière Flamand prend sa source à la rencontre des décharges du lac Vic et du lac Yvonne, au sud-est de la zec Frémont, dans le canton de Laporte. Le lac Frémont, situé dans la Zec Frémont, est formé tout en longueur par un renflement de la rivière Flamand. Dans ce secteur, la rivière Flamand draine un territoire hydrographique compris entre le bassin versant de la rivière Manouane (au nord) et le bassin versant de la rivière Vermillon (au sud).
La rivière Flamand se dirige droit vers le nord, puis bifurque vers l'est pour un segment de son parcours, presque en parallèle à la Petite rivière Flamand qui est tout près du côté du nord. Puis, la rivière Flamand bifurque vers le sud-est jusqu'à son embouchure. Elle suit un parcours en serpentin sur environ 55 km jusqu'à la partie sud-ouest du lac Flamand (longueur : 10 km) lequel se déverse vers le nord-est dans un détroit qui constitue la continuité de la rivière Flamand, jusqu'à la rive sud-ouest du Réservoir Blanc. Ce dernier est formé artificiellement par la Centrale de Rapide-Blanc, érigée sur la rivière Saint-Maurice.

## Histoire
Le rehaussement des eaux de la rivière Flamand entraina la disparition totale du village de Flamand, ainsi que la vallée au milieu de laquelle coulait cette rivière. Le nouveau plan d'eau est désigné Réservoir Blanc.

## Toponymie
Le toponyme rivière Flamand a été désigné en 1829. Ce toponyme se réfère au nom d'un chasseur canadien. Il vivait depuis une quarantaine d'années au sein de la communauté Attikameks. Ce chasseur Flamand a pratiqué intensément la chasse sur ce territoire aujourd'hui inondé.
Le toponyme rivière Flamand a été inscrit officiellement le 5 décembre 1968 à la Banque des noms de lieux de la Commission de toponymie du Québec.